# Військово-революційні комітети
Військово-революційні комітети (ВРК) у Росії — військові організації при Радах робітничих і солдатських депутатів, що виникли в Росії у другій половині 1917 року.

## Військово-революційний комітет Петроградської ради
Перший військово-революційний комітет було створено при Петроградській раді в дні Корніловського заколоту з метою організації оборони столиці; після ліквідації заколоту було розпущено і Комітет.
9 (22) жовтня 1917 року, коли німецькі війська, заволодівши Ризькою затокою, небезпечно наблизились до столиці, праві соціалісти — меншовики та есери — внесли до виконкому Петроградської ради пропозицію щодо створення Комітету революційної оборони для захисту столиці — тепер уже від німців; комітет був покликаний залучити до активної участі в обороні Петрограда столичних пролетарів. Більшовики підтримали пропозицію, побачивши в ній можливість легалізувати Червону гвардію. 16 (29) жовтня пленум Петроградської ради прийняв запропоновану головою Ради Львом Троцьким резолюцію про створення Військово-революційного комітету.
До ВРК увійшли, окрім президій Ради та її солдатської секції, представники Балтійського флоту, залізничного союзу, заводських комітетів, профспілок, військових організацій, представлених у Раді партій, Червоної гвардії тощо.
21 жовтня (3 листопада) було обрано бюро ВРК. До його складу увійшли більшовики Микола Подвойський, Володимир Антонов-Овсієнко, Андрій Садовський; лівий есер Павло Лазимир та інші. Точний персональний склад ВРК не встановлений: в історичних дослідженнях називають від 30 до 104 прізвищ. Головою, на пропозицію Троцького, був обраний лівий есер Павло Лазимир. Фактичним керівником ВРК був голова Ради Лев Троцький. Від того дня ПВРК почав відряджати своїх комісарів до військових частин, на склади зброї та боєприпасів, а також до Петропавлівської фортеці. До 24 жовтня (6 листопада) комісари ВРК були призначені на всі основні стратегічні об'єкти столиці. Без їхнього дозволу розпорядження Тимчасового уряду та штабу Петроградського військового округу не виконувались.
До ранку 25 жовтня (7 листопада) майже все місто перебувало під контролем ВРК. Того ж дня у зверненні «До громадян Росії!», написаному Леніним, ВРК оголосив, що Тимчасовий уряд повалено й державна влада перейшла до його рук. Був створений польовий штаб ВРК, який у ніч на 26 жовтня (8 листопада) здійснив операцію з захоплення Зимового палацу й арешту Тимчасового уряду.
Від кінця жовтня до початку грудня 1917 року Петроградський ВРК виконував функції надзвичайного органу центральної державної влади, сприяв установленню радянської влади у Москві й інших регіонах Росії, в жовтні — грудні відрядив на місця близько тисячі комісарів та емісарів та кілька сотень агітаторів для створення місцевих ВРК, роз'яснення декретів радянської влади і проведення демобілізації армії. В самому Петрограді ВРК боровся з антибільшовицькими виступами, саботажем чиновників, вів облік і розподіл пального, сировини й електроенергії, займався продовольчим постачанням жителів і військ Північного фронту. Функції ВРК поступово скорочувались по мірі того, як налагоджувалась робота наркоматів. 5 (18) грудня 1917 року Петроградський ВРК припинив своє існування.

## Інші регіони
За прикладом Петрограда Військово-революційний комітет у жовтні був створений при Московській раді (Московський військово-революційний комітет), а потім і в низці інших міст. До моменту перемоги збройного повстання в Петрограді, в Росії діяли понад 40 ВРК, які займались військово-технічною підготовкою повстання. До самого березня 1918 року ВРК виконували роль тимчасових надзвичайних органів пролетарської влади.
За територіальним поділом існували губернські, міські, повітові, районні, волосні ВРК. В армії ВРК поділялись на фронтові, армійські, корпусні, дивізійні та полкові. У низці випадків функції ВРК виконували Революційні комітети.